# 1959 en Tunisie
Chronologie de la Tunisie
- 1955
- 1956
- 1957
- 1958
- 1959
- 1960
- 1961
- 1962
- 1963

Cet article présente les faits marquants de l'année 1959 en Tunisie ou relatifs à la Tunisie.

## Événements
- 5 février : le président Habib Bourguiba prononce un discours sur les frontières de la Tunisie dans le Sahara[1].
- 27 mars : la France crée un Fonds d'aide et de coopération,en remplacement du Fonds d'investissement pour le développement économique et social[2] ; elle signe 138 conventions ou accords de coopération avec les nouveaux États de l'Afrique subsaharienne et 164 conventions ou accords de coopération avec les États du Maghreb, dont 72 pour l'Algérie, 49 pour le Maroc et 44 pour la Tunisie entre juillet 1959 et le 17 juillet 1963.
- 15 avril : la Tunisie et la France signent un accord qui prolonge l'assistance française[3].
- 1er juin : la Constitution républicaine, instaurant un régime présidentiel, est promulguée.

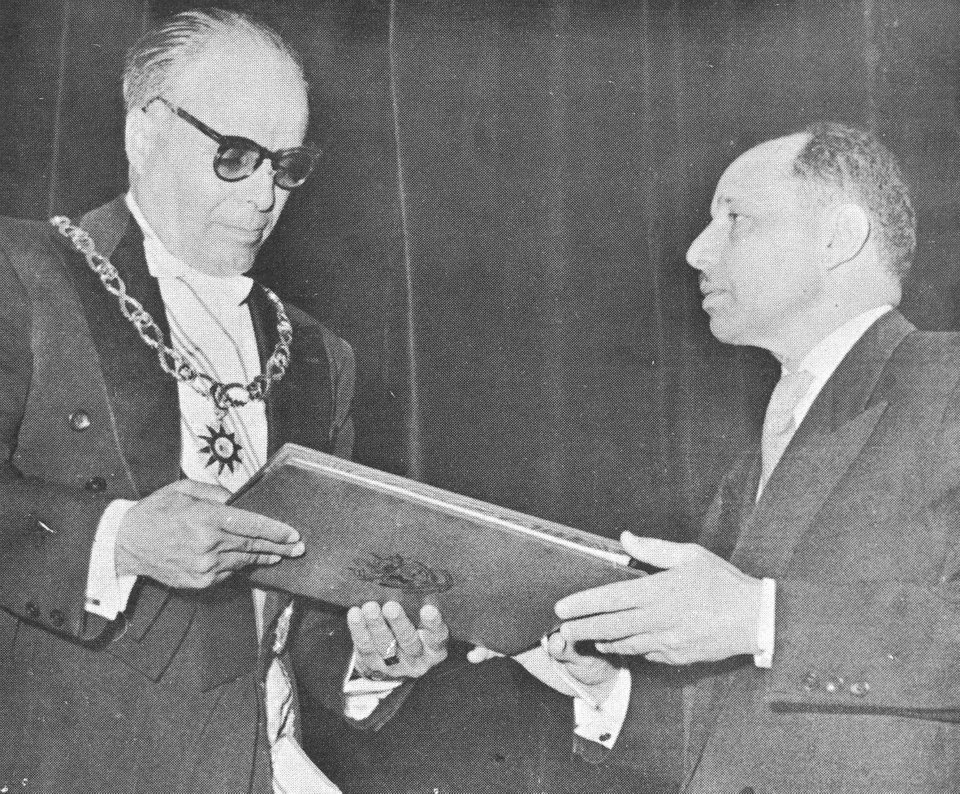
: Habib Bourguiba signe la Constitution tunisienne.

- 17 juin : la France et la Tunisie signent un accord garantissant le retrait des troupes françaises de tout le territoire tunisien à l'exception de la base navale de Bizerte.
- 3 octobre : 123 condamnations dont 8 à mort sont prononcées durant le procès des yousséfistes.
- 8 novembre : l'élection présidentielle et les élections législatives sont organisées.
- 15 novembre : les relations diplomatiques entre la Tunisie et la Pologne sont établies[4].

## Sports
- Championnats de Tunisie d'athlétisme 1959

### Football
- Équipe de Tunisie de football en 1959
- Championnat de Tunisie de football 1958-1959
- Championnat de Tunisie de football 1959-1960
- Coupe de Tunisie de football 1958-1959
- Coupe de Tunisie de football 1959-1960

### Handball
- Championnat de Tunisie masculin de handball 1958-1959
- Championnat de Tunisie masculin de handball 1959-1960

### Volley-ball
- Championnat de Tunisie masculin de volley-ball 1958-1959
- Championnat de Tunisie masculin de volley-ball 1959-1960

## Culture
- Goha est un film franco-tunisien réalisé par Jacques Baratier et sorti en 1959.

## Naissances en 1959
- Naissance en Tunisie en 1959

## Décès en 1959
- Décès en Tunisie en 1959